# Sing campaign

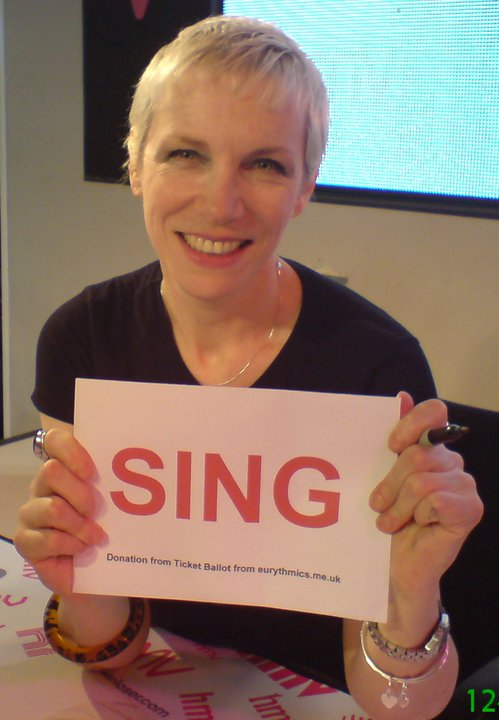
Annie Lennox

La campaña SING (canta) es un movimiento social encabezado por la cantante Annie Lennox que plantea hacer conciencia ante la pandemia del VIH Sida, recaudando fondos y así prevenir la propagación de la enfermedad, principalmente entre niños y mujeres de Sudáfrica.
En la primavera de 2007, Annie Lennox como una de las cantautoras más famosas del mundo, decidió escribir un himno que podría ser utilizado como un símbolo de la unidad y empoderamiento, y ayudar a difundir el mensaje al mundo. Invitó a 23 de las más aclamadas cantantes del mundo para grabar su voz sobre el tema "Sing" de su álbum "Canciones de destrucción masiva"
En la colaboración del sencillo benéfico participaron: Madonna, Celine Dion, Pink, Shakira, KT Tunstall, Dido, Faith Hill, Fergie, Sugababes, Beth Orton, Bonnie Rait, Martha Wainwright, Joss Stone, Melissa Etheridge, Angelique Kidjo, Beverly Knight, K.d. lang, Shingai Shinowa, Gladys Knight, Isobel Campbell, Sarah McLachlan, Beth Gibbons y Anastacia.
La grabación incluye la canción activista sudafricana, JIKELELE, lo que significa un tratamiento global. JIKELELE fue escrito y grabado por The Generics, que son todos los miembros de la Campaña de Acción pro Tratamiento (TAC), el principal beneficiario de los fondos SING.
Todo el dinero generado por Annie Lennox y la campaña SING se destina a proyectos que combaten el VIH en Sudáfrica. Estos son algunos ejemplos de cómo se gasta ese dinero:
- Ayudar a la gente tener acceso a pruebas y tratamiento.

- Educar a los sudafricanos sobre el VIH.

- Prevenir la transmisión del VIH Sida.

## SING en México

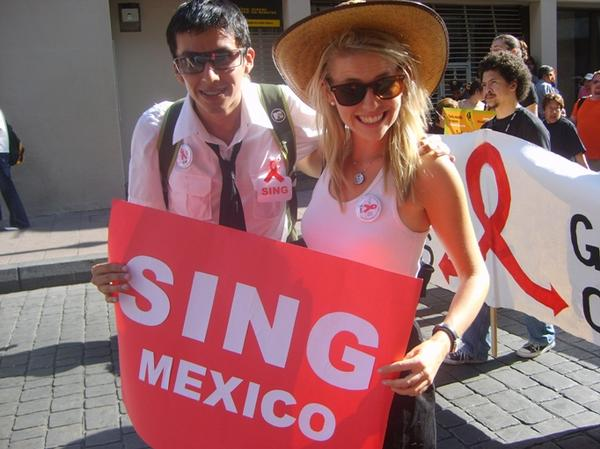
Movilización de apoyo para la campaña SING en México DF.

La vocalista de Eurythmics ha promocionado la campaña SING por diferentes latitudes del mundo, en diversos foros en el que subraya la Conferencia Internacional del Sida 2008 celebrada en la Ciudad de México, donde ella participó activamente como embajadora de la Organización de la Sociedad Civil (ONG) Oxfam internacional.
Entre sus actividades más importantes destacan:
- La V Reunión de la Coalición de primeras damas y Mujeres Líderes de América Latina sobre Mujer y Sida.
- Plenaria en la Conferencia mundial del sida.
- Encuentro con la comisión de Equidad y Género de la Cámara de Diputados de México.
- La marcha internacional "Todas las mujeres, todos los derechos" donde dirigió un mensaje desde el Zócalo.
- Visita a la unidad de salud censida en Anenecuilco Morelos.
- Entrevista con autoridades del gobierno mexicano.

Se reunió con el Secretario de Salud de México, José Ángel Córdova Villalobos, para conocer las estrategias del gobierno mexicano, así como el papel que juegan las ONG´s en la lucha contra el VIH/SIDA, e hizo hincapié en la relevancia de atender de manera integral a las mujeres y niños, ya que son los grupos más vulnerables tanto a éste como a otros problemas de salud.
- Datos: Q7761941